# Roundel
Un roundel (à ne pas confondre avec le rondel) est une forme de poème utilisé en anglais par Algernon Charles Swinburne.  C'est une variation du rondeau. Il est constitué de neuf vers, chacun ayant le même nombre de syllabes, auxquels s'ajoute un refrain après le troisième vers et à la fin.  Le refrain doit être identique au début du premier vers, il est plus court que les autres vers et rime avec le second d'entre eux.  Il comporte trois strophes et sa structure est la suivante : A B A R ; B A B ; A B A R ; où R est le refrain.